# Trifolium pallescens
Trifolium pallescens — вид квіткових рослин родини бобових (Fabaceae). Рослина середземноморсько-чорноморського регіону.

## Біоморфологічна характеристика
Багаторічна трав'яниста гола розпростерта рослина, стебла численні, здебільшого нерозгалужені, короткі, голі, лежачі, висхідні чи прямовисні, 5–23 см заввишки. Листки 3-складні; листочки від овальних до обернено-яйцеподібних, тупі або загострені, з дрібними колючими зубцями, голі, не більше 2 см завдовжки; прилистки ланцетно-загострені, голі. Суцвіття кулясті, 1–2 см в діаметрі, на довгих квітконосах. Квітки білі, рідше жовтуваті чи червонуваті, 6–8 мм завдовжки. Чашечка гола чи розсіяно волосиста, з нерівними зубцями. Стручок не горбистий, з 1–3 насінням. Насіння ниркоподібне або серцеподібне, злегка пласке, 1.1–1.4 × 1–1.3 мм; поверхня тьмяна, восково-жовта. 2n = 16.

## Поширення
Рослина середземноморсько-чорноморського регіону: Австрія, Швейцарія, Німеччина, Україна [Закарпатська], колишня Югославія, Албанія, Болгарія, Італія, Румунія, Іспанія, Франція. Мешкає в центральній і південній Європі, рідко в альпійських, а також субальпійських зонах, на вапняних субстратах, вологих осипищах і пасовищах вище 1800 метрів висоти